# Náměstí SNP (Banská Bystrica)
Náměstí SNP je centrální náměstí v Banské Bystrici. Je podlouhlého tvaru, orientované víceméně východo-západním směrem.

## Historie
Náměstí vzniklo počátkem 16. století. V roce 1526 bylo náměstí centrem hornického povstání. 30. října 1944 na náměstí vyznamenal tehdejší prezident Jozef Tiso německé vojáky, kteří se zúčastnili potlačení Slovenského národního povstání. Při této příležitosti uskutečnil i projev. Náměstí bylo zrekonstruováno v roce 1994. Přibylo nové osvětlení a dlažba. Náměstí se také stalo pěší zónou. Na přelomu let 2012 a 2013 byla připravována další rekonstrukce náměstí.

## Popis náměstí

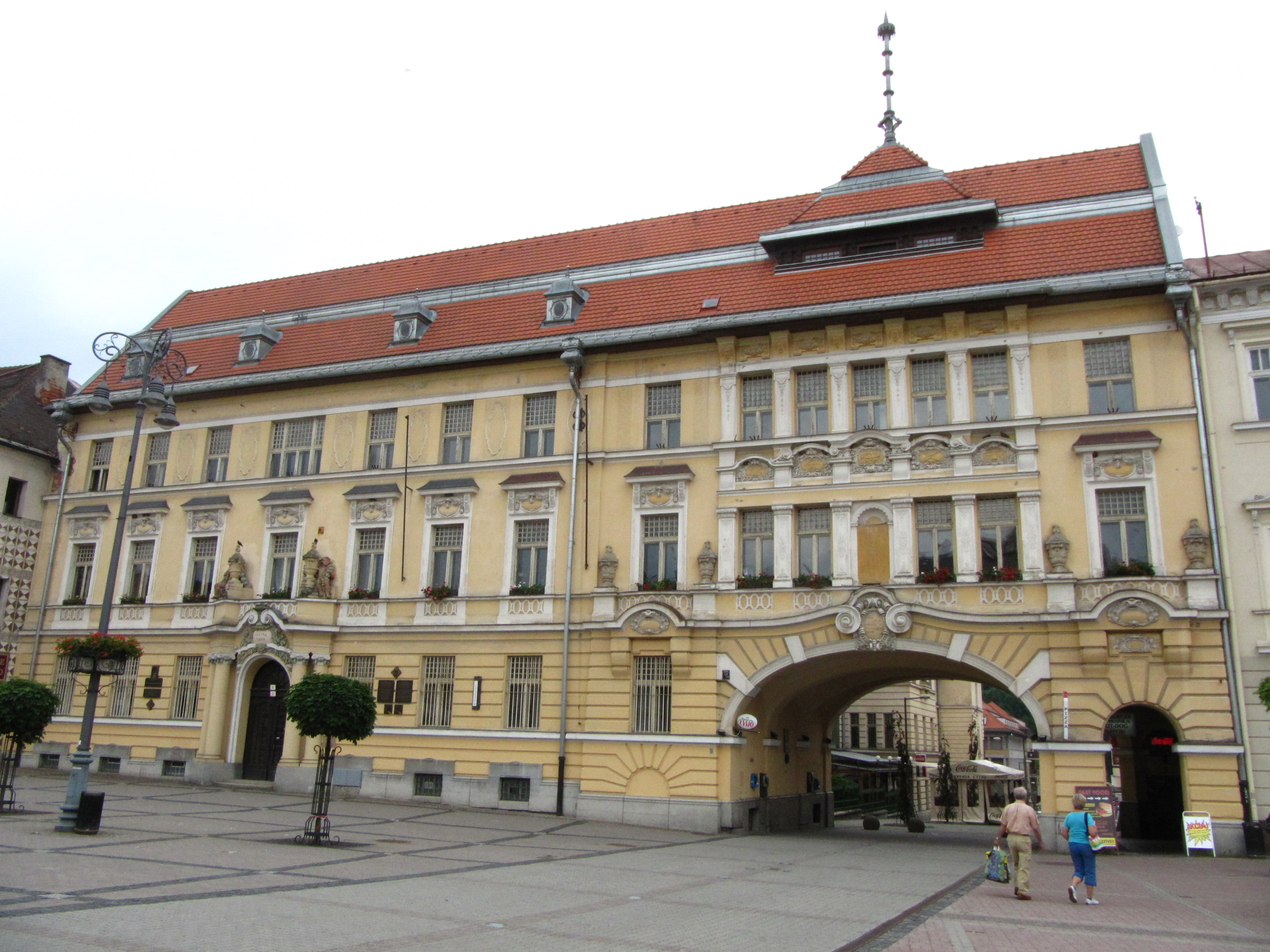
Budova generálního ředitelství Lesů SR, tzv. Kammerhof

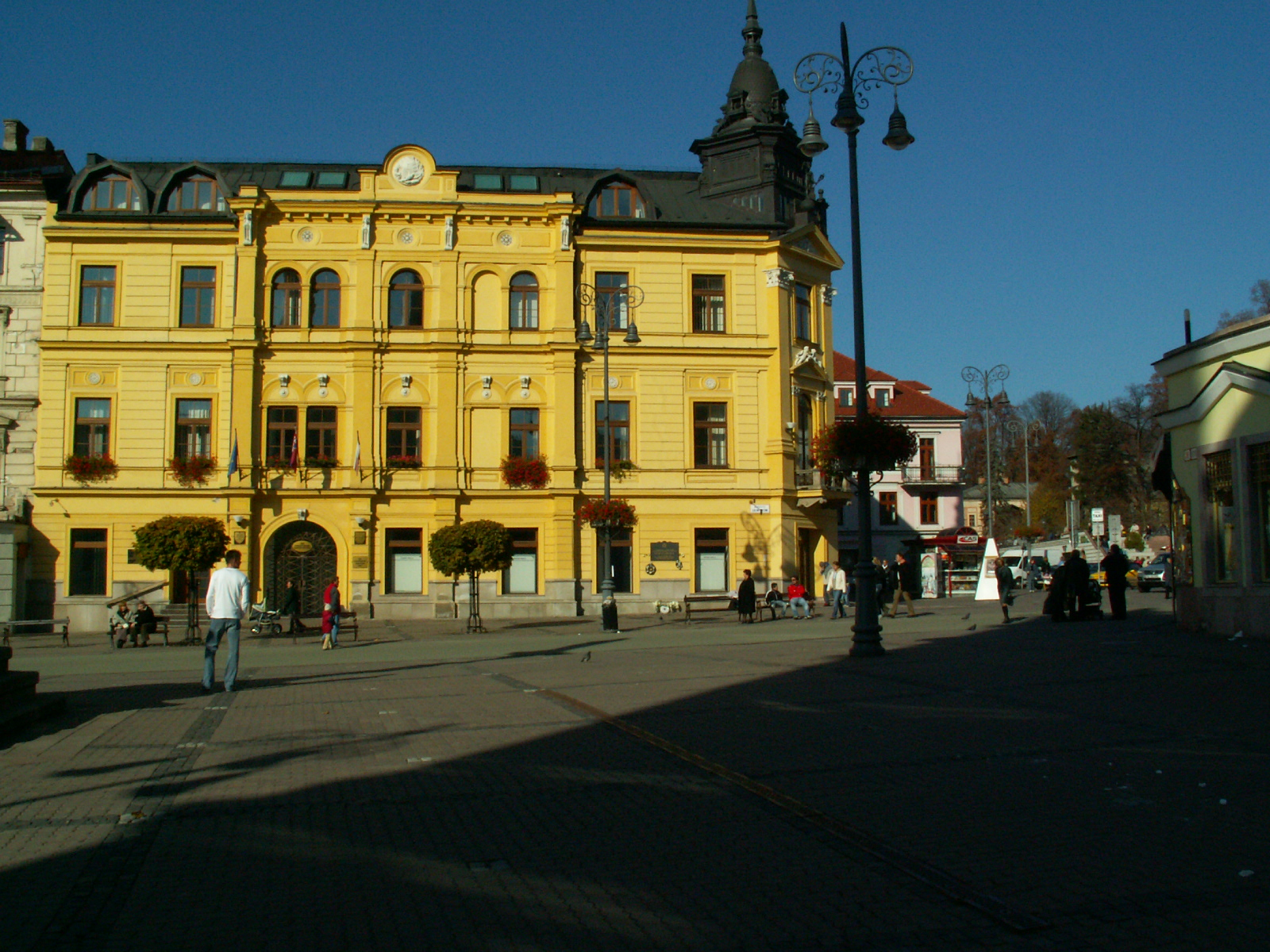
Ebnerův dům, sídlo Banskobystrického samosprávného kraje

Na náměstí stojí několik hodnotných budov a domů. Nejstarší z nich byly postaveny v 15. století. Z tohoto období pochází „Pribicierov dom“. Na přelomu 15. a 16. století vznikly („Ebnerov dom“ (č. 22) a Císařský dům (č. 20). Hodinová věž je z poloviny 16. století. V podobné době vznikl i tzv. „Krebsový dom“ (také nazývaný „u Raka“, č. 18). Benického dům (č. 16) pochází z přestavby v polovině 17. století.
Na náměstí se také nachází stará radnice, původně „Mühlsteinův dům“ a biskupský palác z roku 1787.
V domě zvaném „Kammerhof“ sídlil mezi lety 1450 až 1870 jeden ze tří pivovarů ve městě. Už v 14. století patřil rodině Karlovců, podle níž je pojmenována městská část Karlovo. Později patřil Barboře Edelpöckové, milence krále Matyáše. Od roku 1871 v něm sídlí státní lesnické organizace, pod současným názvem Lesy Slovenské republiky.
V měšťanském domě na Náměstí SNP č. 14 v době SNP sídlil hlavní partyzánský štáb. V Ebnerově domě se dnes nachází sídlo Banskobystrického samosprávného kraje.
Na náměstí stojí barokní mariánský sloup z roku 1719, obelisk na památku vojáků Rudé a Rumunské armády a kašna s předchůdci z 16. století.